# Birch Creek (Kantishna River)
Der Birch Creek (englisch für „Birken-Bach“) ist der rund 120 Kilometer lange linke Quellfluss des Kantishna River im US-Bundesstaat Alaska.

## Verlauf
Der Birch Creek wird von einem namenlosen Gletscher an der Nordflanke von Peters Dome am Nordwestrand der Alaskakette gespeist. Der Birch Creek strömt anfangs in nordnordwestlicher, später in nördlicher Richtung durch die Tanana-Kuskokwim-Niederung. Dabei weist der Fluss ein zum Teil stark mäandrierendes Verhalten auf. Der Fluss bildet streckenweise die Grenze des Denali-Nationalparks. Etwa zwei Kilometer oberhalb der Vereinigung mit dem McKinley River zum Kantishna River mündet der Muddy River von links in den Fluss.